# 페이퍼보이 (비디오 게임)

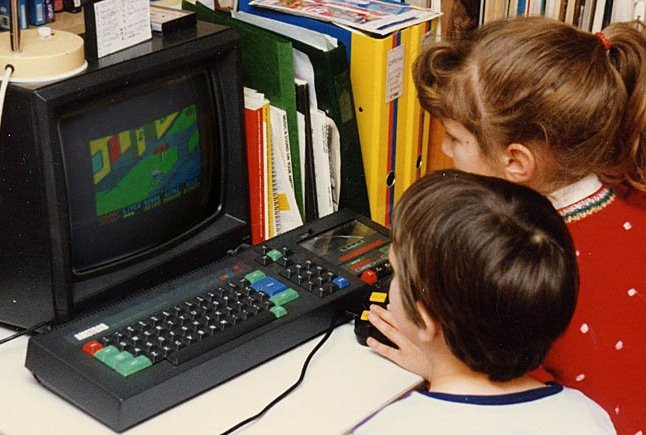
암스트라드 CPC로 페이퍼보이를 플레이하는 아이들

페이퍼보이(Paperboy)는 1985년 4월 아타리 게임즈에서 발매한 아케이드 게임이다. 플레이어는 교외 지역의 거리를 자전거로 다니며 <데일리 썬>이라는 가상의 신문을 배달하는 소년 역할을 맡게 된다.
이 게임은 성공하여 많은 가정용 시스템으로 1986년부터 이식되었다. 1991년, 가정용 컴퓨터와 콘솔로 후속작인 페이퍼보이 2가 발매되었다.

## 게임 플레이
플레이어는 교외 지역의 거리를 자전거를 타고 돌아다니며 신문을 배달해야 한다. 게임 내의 모습은 반등축 투영법을 이용하여 구현하였다. 플레이어는 일주일 동안 구독자들에게 거리에 도사리고 있는 위험을 피하면서 일간 신문을 배달하여야 한다. 비구독자의 집의 물건을 훼손시키면 점수를 얻을 수 있다. 다만, 구독자는 배달을 미처 놓치거나 아니면 구독자의 집을 훼손시켰을 경우 신문 구독을 끊게 된다. 하지만 구독을 끊더라도 나중에 플레이어가 모든 구독자 집에 배달했을 경우 다시 구독을 하게 된다.
게임은 난이도 단계를 고르는 것으로 시작된다. Easy Street(이지 스트리트, 쉬움), Middle Road(미들 로드, 중간), Hard Way(하드 웨이, 어려움) 총 3단계의 난이도가 있다. 이 게임의 목표는 끝날 때까지 충돌없이 게임 내에서 날짜로 월요일부터 일요일까지, 일주일 동안 구독자에게 완벽하게 신문을 배달하는 것이다. 만일 충돌을 하게 되면 라이프가 하나씩 소진되며, 모두 소진되면 게임 오버로 처리된다.
배달 소년은 자전거의 핸들바를 이용,(컨트롤러로 조종) 방향을 바꾸며 신문을 배달하게 된다. 매일 게임을 시작하기 전에 거리의 모습과 함께 구독자와 비구독자의 집을 보여주는데, 미처 기억하지 못하더라도 거리에서 구독자와 비구독자의 집을 쉽게 식별할 수 있다.

### 트레이닝 코스
각 단계의 끝에는 "트레이닝 코스"가 있는데 트레이닝 코스에 진입할 경우 자동적으로 신문이 채워지며, 할당된 시간 내에 도착점에 도착하면 보너스 포인트가 지급된다. 트레이닝 코스에서는 다양한 목표물을 신문을 던져 강타할 수 있는데, 물 같은 기타 위험물 같은 경우에는 점프를 해야 한다.
성공적으로 도착했을 경우에는 잔여 시간만큼의 포인트가 지급되지만, 코스에서 장애물과 충돌하거나 할당된 시간을 모두 소진했을 경우, 그날 과정은 끝난다. 다만 트레이닝 코스에서 충돌했다 하더라도 라이프는 잃지 않는다.
트레이닝 코스는 진행 방식은 늘 동일하지만, 난이도가 점차 어려워진다.

### 배달 계속하기
한 게임이 끝나면, 다음 날 마을의 개요가 다시 보여주는 것으로 시작하고, 새 구독자의 집과 비구독자의 집을 하이라이트한다. 전날에 완벽하게 배달했으면 새 구독자가 생긴다. 날이 갈수록, 어려워지면서 거리에 장애물이 많아지고 차량의 속도도 빨라진다.
게임은 일요일에 마무리된다. 일요일 신문은 무거워 평소보다 멀리 던지지도 못하고 신문을 많이 가지지도 못한다. 성공적으로 배달을 마치면 게임이 끝나며 신문에 "Paperboy Wins Award For Outstanding Paper-Delivery."(신문 배달 소년이 우수한 신문 배달로 상을 수상하다)라는 헤드라인이 표시된다.
모든 라이프가 소진되었을 경우 신문에 "The Paperboy Calls It Quits!"(신문 배달 소년 그만두다!)라는 헤드라인이 표시되며 모든 구독자가 신문 구독을 취소할 경우 신문 헤드라인에 "Paperboy Fired!"(신문 배달 소년 해고되다!)로 표시되는 것과 함께 "You're fired!"(너는 해고야!)라는 음성이 출력된다.

## 포팅
페이퍼보이는 1986년부터 BBC 마이크로와 아크론 일렉트론에 포팅하는 것을 시작으로 콘솔 게임기와 가정용 컴퓨터에 포팅되었다. 몇몇 버전에서는 소년 페이퍼보이 대신에 소녀 '페이퍼걸'(Papergirl)로도 플레이할 수 있다.
다음은 포팅된 게임기 또는 컴퓨터, 운영 체제의 목록이다 (연도 순):
- 1986년 : BBC 마이크로, 아크론 일렉트론, 코모도어 64, ZX 스펙트롬, 애플 II
- 1988년 : 애플 IIGS
- 1989년 : 아미가, 아타리 ST
- 1990년 : 게임보이, 아타리 링크스, 마스터 시스템,
- 1991년 : 게임 기어, 메가 드라이브
- 1999년 : 게임보이 컬러

후속편 '페이퍼보이 2'도 발매되었으나, 아미가, 암스타라드 CPC, 아타리 ST, DOS, 게임보이, 게임 기어, 메가 드라이브, NES, SNES, ZX 스펙트럼용으로만 발매되었다. 그리고 닌텐도 64용 3차원 버전인 '페이퍼보이64'가 발매되기도 했다.
2007년 2월 14일에는 엑스박스 라이브 아케이드로 발매되었다.

## 평가
| 평론 점수 평론사 점수 아타리 링크스 게임보이 GBC 세가 마스터 시스템 NES PC ACE 816/1,000 [ 2 ] 800/1,000 [ 3 ] 올게임 [ 4 ] [ 5 ] [ 6 ] CVG 67% [ 7 ] 88% [ 8 ] 게임프로 17/25 [ 9 ] IGN 7/10 [ 10 ] 4/10 [ 11 ] Mean Machines 67% [ 12 ] 85% [ 13 ] 30% [ 14 ] Raze 78% [ 15 ] 89% [ 16 ] 76% [ 15 ] Zero 79/100 [ 17 ] |               |           |       |                    |       |           |
| 평론 점수 |               |           |       |                    |       |           |
| 평론사 | 점수          | 점수      | 점수  | 점수               | 점수  | 점수      |
| 평론사 | 아타리 링크스 | 게임보이  | GBC   | 세가 마스터 시스템 | NES   | PC        |
| ACE |               | 816/1,000 |       |                    |       | 800/1,000 |
| 올게임 | [ 4 ]         |           | [ 5 ] |                    | [ 6 ] |           |
| CVG | 67%           |           |       | 88%                |       |           |
| 게임프로 | 17/25         |           |       |                    |       |           |
| IGN | 7/10          |           | 4/10  |                    |       |           |
| Mean Machines |               | 67%       |       | 85%                | 30%   |           |
| Raze | 78%           | 89%       |       | 76%                |       |           |
| Zero |               |           |       |                    |       | 79/100    |